# ジャスミン茶

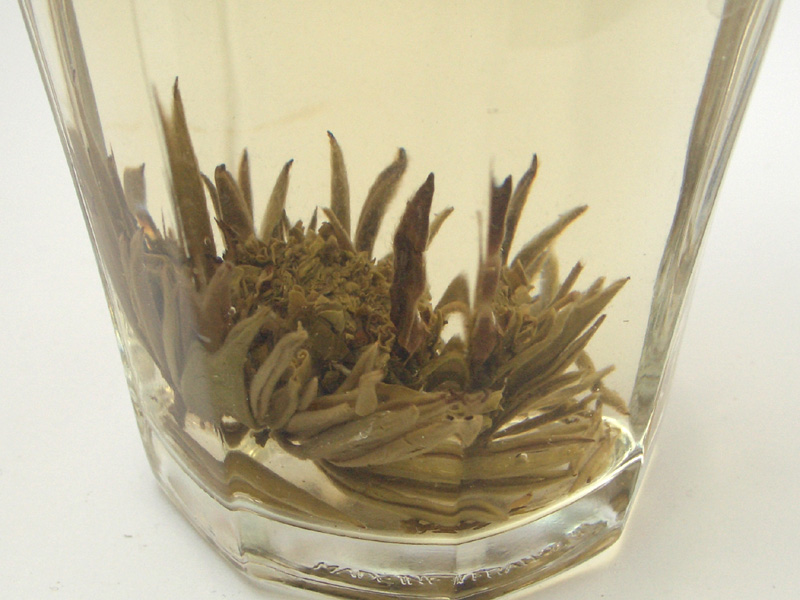
茉莉仙桃を淹れたところ。

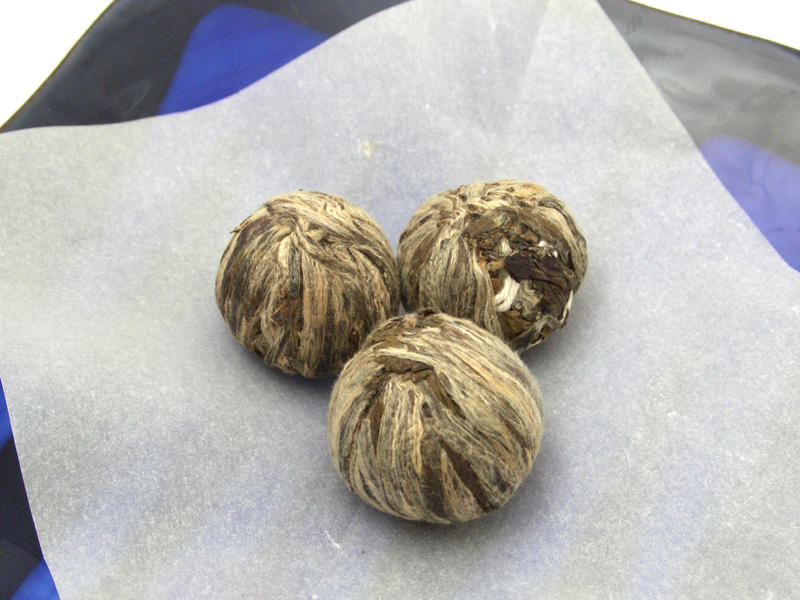
茉莉仙桃の茶葉。糸で巻いてこのような形状としている。

ジャスミン茶（ジャスミンちゃ、英語: jasmine tea）、中国語では茉莉花茶（モーリーフアチャー、拼音: mòlìhuāchá）とは、中国茶のひとつ。中国において最も有名な茶の香りである。
いわゆる六大茶とは別の花茶（フアチャー、拼音: huāchá）に分類され、ジャスミン茶はその代表的なものといえる。花茶を含めて中国茶を七大茶と分類する場合もある。フレーバーティーの一種。
茶葉にモクセイ科ソケイ属のマツリカ（茉莉花、アラビアジャスミン）の花の香りを吸着させたもので、最も有名な花茶である。強い花の香りを持つが茶の味を妨げることはない。一般的には緑茶が用いられるが、白茶や烏龍茶、プーアル茶が用いられているものもある。
中国では福建省福州市が一大生産地として知られ、その生産地・生産工程および喫茶文化が「福州市のジャスミンと茶文化システム」として国連食糧農業機関の世界重要農業遺産システムに登録されている。中国北部では、来訪者を歓迎する手順としてジャスミン茶を提供するのが通例である。

## 歴史
ジャスミン茶は中国福建省の地方飲料であり、ジャスミンの花は福建省の省花である。元々は品質の落ちた茶葉をムダにせず、美味しく飲むためにマツリカの花の香りを吸着させて飲んだのが始まりと言われており、中国でもよく飲まれるお茶の一つとして挙げられる。特に山東省、成都市、天津市、北京など、華北で好まれる。
明代に入り、固形茶の製造が中止され茶葉が中心になり、花茶が登場するようになった。

## 飲み方
蓋や取っ手付きの陶磁器製のカップの底にジャスミン茶の茶葉を入れ、熱湯を注ぎ蓋をする。しばらくして茶の出るのを待ってから飲む。
マツリカの香りを付けた茶葉を球状に縛ったり、さらにセンニチコウ等の花をドライフラワーにしたものを包み込んだ工芸茶も作られている。これらは湯を注ぐことで、茶葉が開き、形の変化を見て楽しむことができるので、耐熱ガラス製のコップやポットを用いるのが一般的である。

## 効能
ジャスミン茶に含まれる花の香り成分によるリラックス効果が期待される。また、テアニンが含まれており、集中力アップが期待される。

## 製法

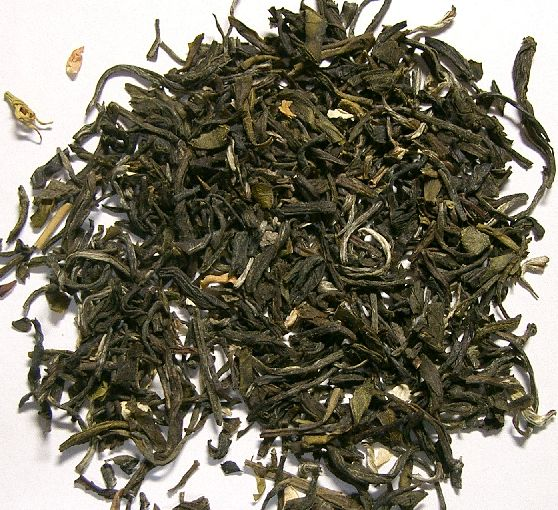
ジャスミン茶
（白いものはジャスミンの花弁）

1. 緑茶かウーロン茶の茶葉の水分が4パーセント前後のものを茉莉花と混合し、茶葉に茉莉花の香りをつける。(混合率は様々)[1]
2. 4，5時間経過し、温度が45度前後になると、放冷し、およそ20分ごとにかき混ぜて35度前後に下げる[1]。
3. さらに5，6時間経過し、花と茶を分離する[1]。
4. 花を乾燥させる[1]。
5. 茶の水分を6パーセント程度にし、優秀な花を加えて完成[1]。

花が半開きの時、蘂(ずい)の香気が完全なものを摘み、茶葉の多少に合わせて摘んだ花をいれてつくる。
原料茶と生のマツリカの花冠を交互に何層か重ね合わせ花の香りを茶葉に吸着させた後、篩にかけて花冠を取り除き乾燥させる。高級品は、この工程を何度も繰り返し濃厚な香りを与えるが、花冠の持つ水分によって茶葉を変質させることにもなるので回数には限度がある。
高級品は茶葉に十分な香を吸着させてあるので完成段階で花冠をすべて取り除いてある。しかし中級品以下では香をおぎなうために乾燥したマツリカの花冠を混ぜ込んで出荷する。

## さんぴん茶

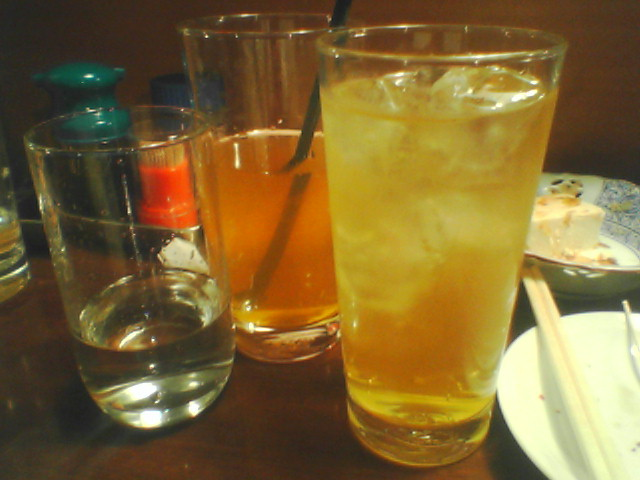
泡盛のさんぴん茶割り（東京）

沖縄県では、ジャスミン茶の一種であるさんぴん茶（さんぴんちゃ）が飲まれている。一般のジャスミン茶が緑茶にマツリカ（ジャスミン）の香りを付けたものであるのに対して、さんぴん茶は半発酵茶にマツリカ（ジャスミン）の香りを付けたものである。「さんぴん茶」という名称は、ジャスミン茶を指す中国語の「香片茶」（シャンピェンチャー）が転訛したものである。
また、さんぴん茶より発酵の度合いが高い半発酵茶を用いたものは、清明茶（シーミーちゃ）と呼ばれる。
さんぴん茶の茶葉は、沖縄県内では生産されておらず、福建省や台湾北部で生産されたものが輸入されている。近年では、茶葉だけでなく、紙パック入り、缶入り、ペットボトル入りのさんぴん茶飲料がスーパーマーケット、コンビニエンスストアなどで販売されている。

## 加工品
台湾にはジャスミン茶の味を付けたほの甘いゼリーがあり、粉末のインスタント商品も売られている。